# 922. grenadirski polk (Wehrmacht)
922. grenadirski polk (izvirno nemško 922. Grenadier-Regiment; kratica 922. GR) je bil pehotni polk Heera v času druge svetovne vojne.

## Zgodovina
Polk je bil ustanovljen 15. julija 1943 za potrebe 243. pehotne divizije; uničen je bil junija 1944 v bitki za Cherbourg.